# Iranrunner
Az Iranrunner, vagy más néven az ER 24 PC a Siemens gyár Eurorunner dízelmozdony-család Irán számára készített változata.

## Története
2010-ben a Siemens legyártotta az első, 150 darabos sorozatra tervezett ER 24 PC Iranrunner dízel mozdonyt, az Irán Iszlám Köztársaság Vasutak részére, a 2006 decemberében, 294 millió euró értékben aláírt szerződésnek megfelelően. A 2400 kW teljesítményű, Bo'Bo' tengelyelrendezésű, egy vezetőállásos személyvonati mozdony első 30 darabját, a Siemens Münchenben lévő gyáregységében gyártotta, míg a többi járművet Irán Mapna Locomotive Engeneering gyárban szerelték össze.